# Rudolf Wiesner
Rudolf Wiesner (ur. 11 grudnia 1890 w Aleksandrowicach, zm. 14 czerwca 1974 we Fritzlar) – niemiecki polityk nazistowski, działacz mniejszości niemieckiej w II Rzeczypospolitej, założyciel i wieloletni lider Partii Młodoniemieckiej w Polsce, SS-Oberführer.

## Życiorys
Urodził się w 1890 w Aleksandrowicach – obecnie dzielnicy Bielska-Białej, a wówczas odrębnej wsi – jako syn ubogiego robotnika w przędzalni Andreasa Wiesnera i Marianny z domu Gura. Uczęszczał do szkoły ludowej w Aleksandrowicach, a następnie do szkoły realnej w Bielsku, gdzie zdał maturę w 1910. Później studiował inżynierię lądową na politechnice w Grazu. Podczas I wojny światowej walczył jako ochotnik, dochodząc do stopnia porucznika i funkcji komendanta baterii. W 1920 zakończył studia, uzyskując dyplom w dziedzinie: statyka. Pracował później jako nadinżynier w firmie budowlanej potomków Carla Korna, a w 1929 otworzył własne biuro. W 1921 ożenił się z Freyą z domu Schoppa, z którą miał dwójkę dzieci: Jörga (1926–2005) i Lore (1928–?).

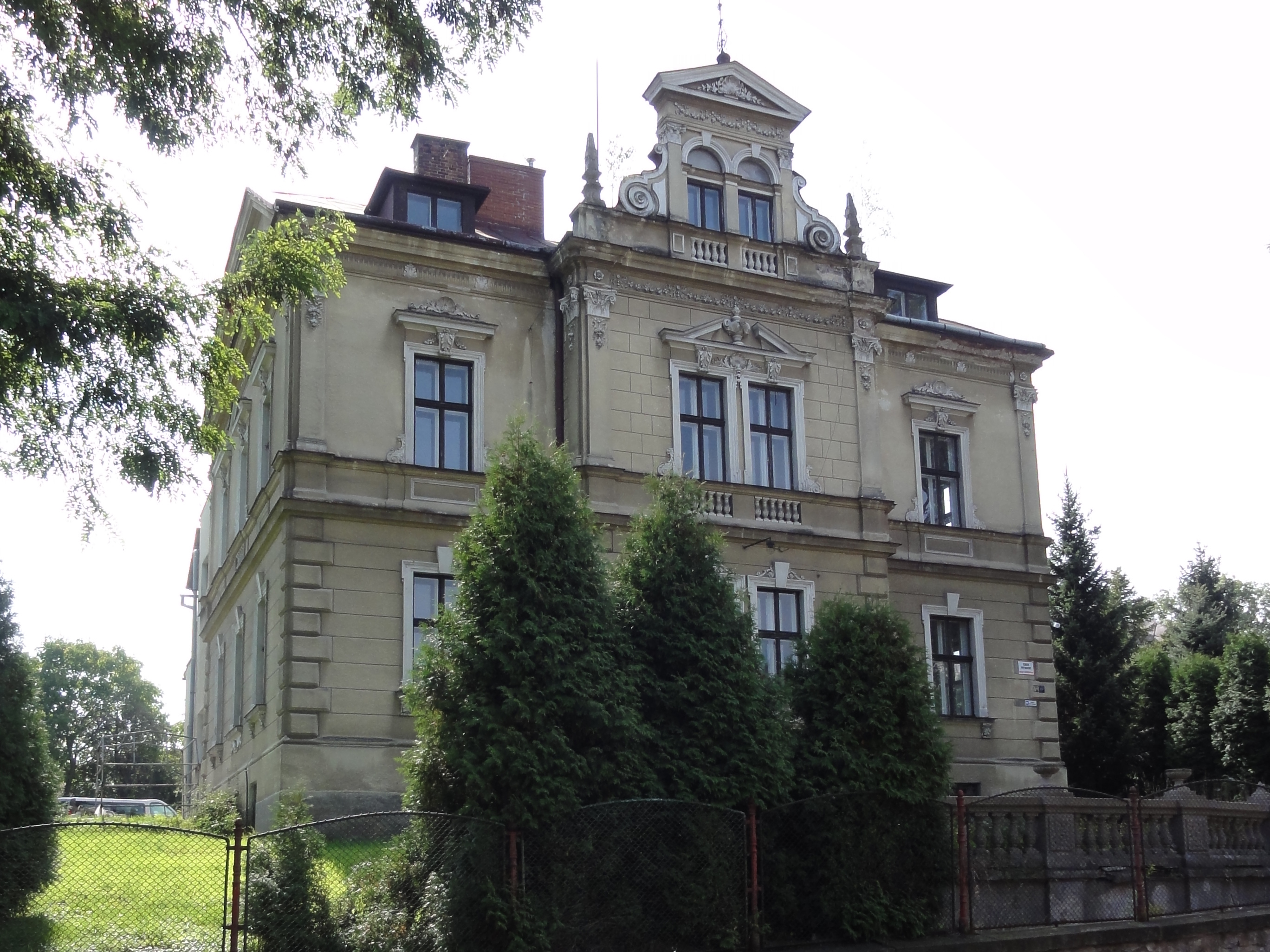
Willa Wiesnera (widok współczesny)

W działalność polityczną angażował się od początku lat 20. Był członkiem Deutschbundu, a w 1921 wraz z Theodorem Schoppą współzakładał Niemieckie Stowarzyszenie Narodowosocjalistyczne dla Polski (Deutscher Nationalsozialistischer Verein für Polen), którym od 1923 kierował. Na jego bazie powstała w 1931 Partia Młodoniemiecka w Polsce (Jungdeutsche Partei in Polen) z Wiesnerem na czele. Od 1922 zasiadał w Radzie Gminnej Bielska, uzyskując mandaty kolejno z ramienia Niemieckiego Zjednoczenia Wyborczego (1922), Niemieckiego Bloku Wyborczego (1925), Niemiecko-Społeczno-Bloku Wyborczego (1929) i w końcu Partii Młodoniemieckiej w Polsce (1934). Po tych ostatnich wyborach został od marca 1935 jednym z dwóch zastępców burmistrza Wiktora Przybyły. Startował też bez powodzenia w wyborach do Sejmu w 1922 i 1930, natomiast w 1935 został z nominacji Prezydenta RP senatorem IV kadencji.
Partia Młodoniemiecka w Polsce budowana była przez Wiesnera na zasadzie wodzostwa i bezpośrednio naśladowała NSDAP. Wiesnera nazywano „führerem” i witano w sposób podobny Hitlerowi. Członkowie partii aktywnie współpracowali z wywiadem III Rzeszy. Jedną z planowanych prowokacji przygotowanych przed wybuchem II wojny światowej – podobnych do prowokacji gliwickiej – był zamach bombowy na willę Rudolfa Wiesnera przy ulicy Sobieskiego na Górnym Przedmieściu. Akcję udaremnił polski kontrwywiad 24 sierpnia 1939. Sam Wiesner został jako podejrzany o zdradę stanu aresztowany 15 lub 16 sierpnia 1939, a następnie po pięciu lub dziesięciu dniach zwolniony dzięki osobistej interwencji ambasadora brytyjskiego. Udał się do Gdańska, gdzie wydał oświadczenie przeciwko prześladowaniom bielskich Niemców.

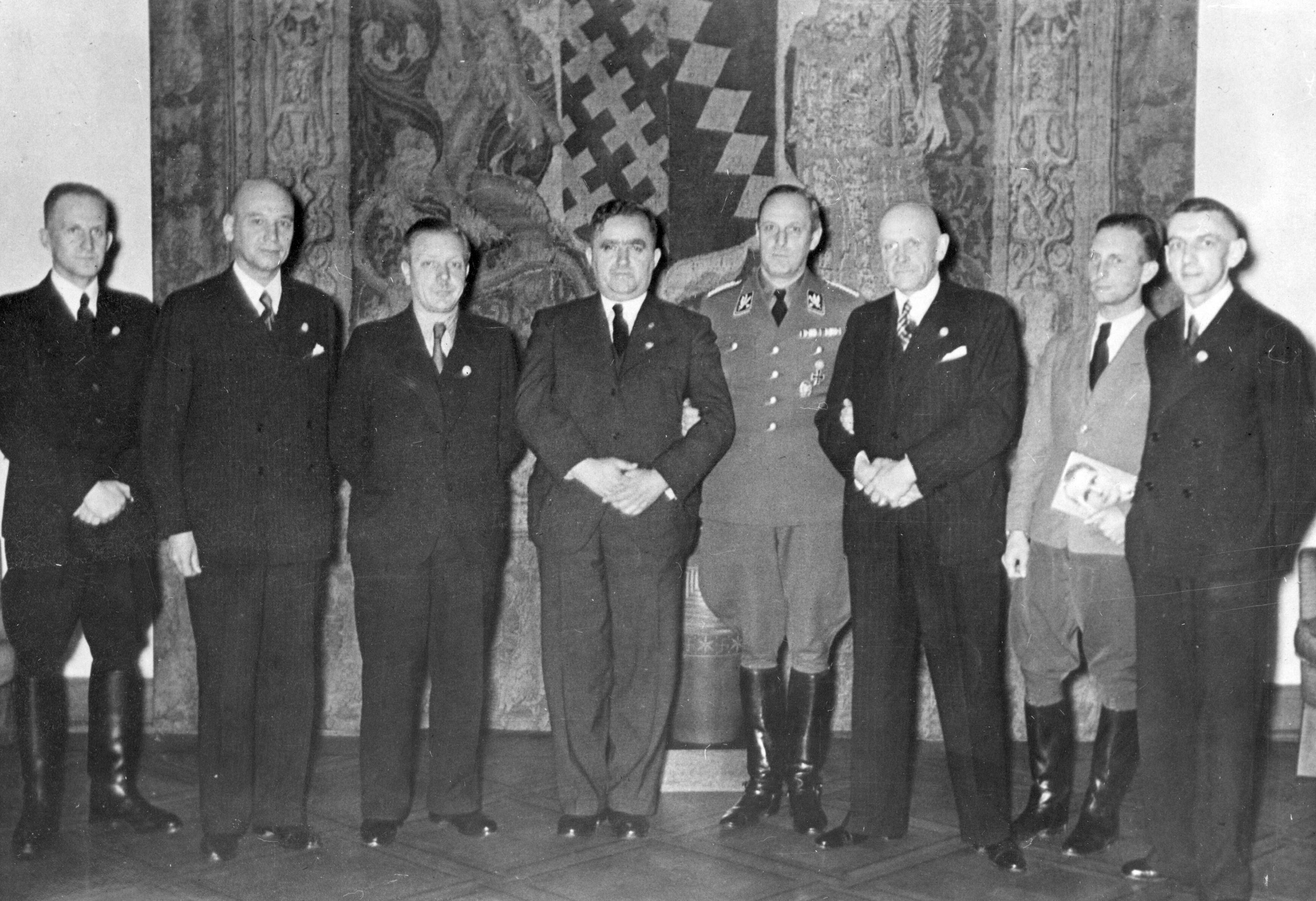
Rudolf Wiesner wśród odznaczonych Odznaką Złotą Partii, wrzesień 1939

Po wybuchu wojny i zajęciu Bielska przez wojska niemieckie Wiesner powrócił do miasta, gdzie brał udział w rozmaitych manifestacjach i wygłaszał okolicznościowe przemówienia. 20 września został przyjęty przez gauleitera prowincji śląskiej Josefa Wagnera i odznaczony Odznaką Złotą Partii. Popularność i ambicje Wiesnera nie znalazły jednak oddzwierciedlenia w rozwoju kariery w hitlerowskim aparacie partyjnym, który stawiał na działaczy z głębi Niemiec, a nie ludność miejscową. Przedwojennego lidera symbolicznie uhonorowano miejscem w Reichstagu od stycznia 1940, poza tym jednak nie uzyskał już żadnych awansów i w kolejnych latach był głosem miejscowych Niemców rozczarowanych polityką sprowadzania osadników ze „starej Rzeszy”. Pełnił natomiast funkcje w SS, od 1 maja 1940 w stopniu oberführera. Za zasługi otrzymał w dzierżawę majątek w okolicach Oświęcimia. Pod koniec wojny kierował budową umocnień w rejonie Cieszyna.
Po wojnie wyjechał do Fritzlar w Hesji, gdzie prowadził biuro architektoniczne pod fałszywym nazwiskiem Rudolf Wendtorf, podając się za przesiedleńca z Opawy. W grudniu 1965 ukazał się artykuł w dzienniku Bild ujawniający w atmosferze skandalu prawdziwą tożsamość Wiesnera. Miał on ze strachu przed wydaniem do Polski przygotować oszustwo w porozumieniu z żoną, która zgłosiła go jako osobę zaginioną i pobierała rentę, podczas gdy w rzeczywistości małżonkowie spotykali się potajemnie. Zmarł w wieku 84 lat.